# Asplundia sleeperae
Asplundia sleeperae är en enhjärtbladig växtart som beskrevs av Michael Howard Grayum och Barry Edward Hammel. Asplundia sleeperae ingår i släktet Asplundia och familjen Cyclanthaceae. Inga underarter finns listade.